# Ponymolen (Efteling)
De Ponymolen is een voormalige paardenmolen in het attractiepark de Efteling. De attractie was geopend in 1964 samen met de Veulenweide en gesloten in de jaren tachtig. De Ponymolen bevond zich op de plaats waar nu Lal's Brouwhuyse zich bevindt.

## Geschiedenis
De ponymolen was een soort draaimolen waarbij gasten op rijtuigen achter pony's konden zitten en zo rondgedraaid werden. De molen was gedecoreerd naar ontwerp van Anton Pieck.

## Sluiting
De paardenmolen werd in de jaren tachtig gesloten. De molen heeft er nog enkele jaren gestaan tot deze werd afgebroken in 1987 bij de bouw van het Volk Van Laaf.
Lijst van attracties in de Efteling · Lijst van sprookjes in de Efteling · Afbeeldingen